# Essener SG 99/06
Essener SG 99/06 is een Duitse sportclub uit Essen, Noordrijn-Westfalen. De club is actief in badminton, darts, gymnastiek, handbal, hockey, tafeltennis, turnen, voetbal en volleybal.

## Geschiedenis
De club ontstond in 1974 na een fusie tussen Essener SV 1899 en BTLV Rheinland Essen. Deze club werd in 1906 opgericht als FC Rheinland 06 Essen. Halverwege de jaren twintig speelde de club in de tweede klasse van de Ruhrcompetitie. De club eindigde telkens in de middenmoot en door competitiehervorming in 1929 degradeerde de club. De club werd in 1930 vicekampioen achter TuS Essen-West 1881 en kon zo meteen terug promoveren naar de 1. Bezirksklasse. Na de invoering van de Gauliga in 1933 verdween de club in de anonimiteit van de lagere reeksen. 
In 1974 fuseerde de club, intussen onder de naam BTLV Rheinland met Essener SV 1899. Dit was de oudste club van de stad, maar had ook al van 1933 niet meer op het hoogste niveau gespeeld. Ook de fusieclub slaagde er niet meer in om uit de lagere regionen van het Duitse voetbal te geraken. 